# Елогім
Елоім (אֱלֹהִים — Боги) — це ізраїльське слово, яке означає ім'я Творця. Воно, мабуть, пов'язане з гебрейським словом Ель, хоча морфологічно складається з гебрейського слова Елоа (אלוה) з суфіксом множини. Елоім є третім найбільш вживаним словом в гебрейському тексті книги Буття і часто вживається по всій Торі, єврейському Святому Письмі. Його точне значення є дискусійним.
Багато дослідників стверджують, що ця форма — множини (закінчення — ים, або, без урахування «матерів читання», — ם, єврейською мовою зазвичай вказує на множину чоловічого або середнього родів), а отже, слово Елоім слід перекладати не як Бог, а як боги. У зв'язку з цим цікаво простежити за ходом міркування доктора філософських наук Йосипа Ароновича Кривельова. У своїй книзі «Біблія: історико-критичний аналіз» він пише: «У давньоєврейському оригіналі Біблії йдеться не про Ела або Елоах) (в однині), а про Елоім (у множині). Придумані різноманітні пояснення цього факту, але всі вони непереконливі. Найчастіше тут вдаються до такого пояснення: множинне число „Елоім“ є формою pluralis majestatis (Величальна множина)». І. А. Кривельов дає спростування цитатою з Словника біблійного богослов'я, тобто з клерикального джерела: «Елоім — множинне число. Воно не є формою величання — такої форми єврейська мова не знає». Далі, посилаючись на роботу академіка М. М. Микільського, Кривельов стверджує: «Ми маємо тут справу з особливим різновидом політеїзму, що одержав в літературі назву генотеїзму, або, в точнішому написанні і вимові, енотеїзму. Суть його полягає в тому, що хоча визнається реальне існування багатьох богів, але дана етнічна група, об'єднання племен або держава поклоняється одному з них. З цієї точки зору у кожного племені або народу існує свій бог, з яким його пов'язують відносини договору, Союзу, „заповіту“. Саме в цьому сенсі в Старому Завіті говориться про бога Авраама, і бога Нахора, бога їхнього батька (Бут. 31:53). По відношенню до обраного ними бога дане плем'я або народ брали на себе певні зобов'язання: поклонятися і служити тільки йому, відмовляючи в цьому всім іншим богам, хоча вони й існують („Нехай не буде в тебе інших богів перед Моїм лицем … не вклоняйся їм і не служи їм“ (Вих. 20:3,5). Енотеїзм являє собою, таким чином, не монотеїзм, а монолатрію, тобто єдинопоклоніння. Енотеїзм мав не тільки етнічний, а й територіальний характер: вважалося, що на певній території господарем є такий-то бог, а на іншій — інші боги, так що відомі випадки, коли та чи інша етнічна група, оселившись на новому для неї місці, розривала договірний зв'язок зі своїм старим богом і брала відповідне зобов'язання перед богом, що володіє новою для неї землею. Так було, наприклад, з мешканцями Ассирії, переселених на землю підкореного ними Ізраїлю: вони незабаром прийняли релігію Яхве, а потім і її основний документ — П'ятикнижжя. Елоім, якого обрали для себе з багатьох відомих тоді богів ізраїльтяни, носив ім'я Яхве. Одна лише обставина, що бог носить власне ім'я, показує, що він не вважається єдиним, — він не просто бог, не безіменний Елоім, він один з богів, певний індивідуум, якому дається ім'я спеціально для того, щоб відрізняти його від інших Елоім».
У давньо-ханаанському пантеоні, Елоім — це сини бога Ела. В стародавні часи вважали, що вони збирались на давньому святому місці — горі Цафон (Джабель Акраа). Ця гора, яка розташована в Сирії на узбережжі Середземного моря, вважалась порталом для їхнього переміщення з небес. Над елоім спочатку правив Ель Еліон (Бог Всевишній), але пізніше він передав управління до рук бога Хадада, який був відомий серед простих людей як «Володар» (Ваал). Зібрані на святій небесній горі та керовані одним богом, пантеон (Елоім) діє як єдине ціле.
Видатний український науковий і релігійний діяч, перекладач Біблії на українську мову професор Іван Огієнко у своєму "Етимологічно-семантичному словнику української мови" стверджує: "Елоім — одна з назв Бога в давніх євреїв: Elohim. Закінчення -ім — це закінчення множини, отже Елоім форма множинна, але зо значенням однини. Це множина маєстатична... Греки слово Елоім переклали Theos, римляни Deus, слов'янське Бог". Коли Елоім стосується Єгови, присудок здебільшого виражений дієсловом у однині, а це свідчить про слушність думки, що Елоім — це маєстатична множина для підкреслення величі правдивого Бога. Так у вже згаданому словнику проф. Огієнко в статті "Єгова" (т. 2, с. 23) наводить цитату з Вихід 3:13, 14: "І сказав Мойсей до Бога: Ото я прийду до Ізраїлевих синів та й скажу їм: Бог ваших батьків послав мене до вас, то вони скажуть мені: Як же Ім'я Його? Що я скажу їм? І сказав Бог (Елоім) Мойсеєві: Я Той, хто буде". Чи не єдиним винятком, про який згадує і проф. Огієнко, є Буття 20:13, де і підмет (Елоім), і присудок стоять в деяких версіях єврейського тексту в множині. Однак у такому важливому для точного розуміння біблійного тексту джерелі, як Самарійське П'ятикнижжя (датується орієнтовно 4 століттям до н. е.), у цьому вірші як підмет, так і присудок стоять в однині. Те, що в Буття 20:13 йдеться про одного Бога, а не про багатьох богів, видно і з того, що в усіх, здається, перекладах Біблії українською і підмет (Бог), і відповідний присудок стоять у цьому вірші в однині. Навіть якби в оригінальному тексті Біблії в Буття 20:13 підмет (Елоім) і присудок стояли в множині, то цього одного вірша, очевидно, було б замало для твердження, ніби стародавні євреї поклонялись багатьом богам. На час, який описується в Буття 20:13, єврейського народу взагалі не існувало, адже тоді у Аврама (Авраама) ще не було жодного нащадка. До того ж у словах Авраама, які цитуються в Буття 20:13, не може йтися про кількох чи багатьох богів, адже це суперечило б іншим віршам у Біблії, котрі описують покликання Авраама з Ура і в яких згадується лише один Бог (див. Буття 12:1, 15:7; Неемії 9:7; Ісаї 51:2; Дії 7:2, 3).